# Attika
För andra betydelser, se Attika (olika betydelser).

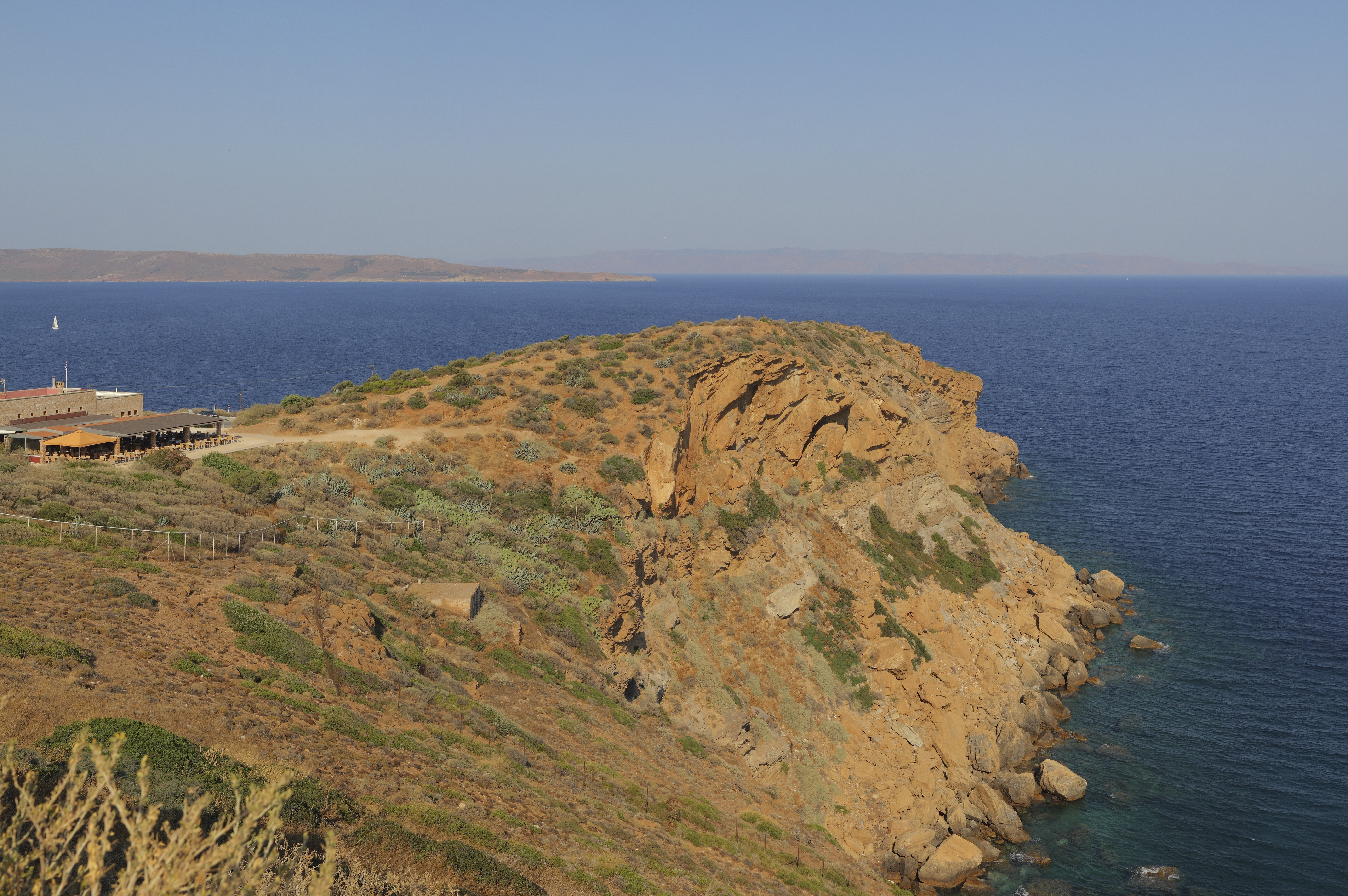
Ákra Soúnion.

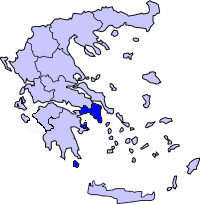
Regionen Attikas läge i Grekland.

Attika (grekiska: Αττική, Attikí) är ett län (nomos) och region i Grekland som bland annat innehåller den grekiska huvudstaden Aten.
Attika ligger i vad som idag är södra Grekland och täcker en yta på 3 351 km². Förutom Aten finns här städer som Pireus, Eleusis, Megara, Laurion och Marathon och öarna Salamis, Egina, Poros, Hydra, Spetses, Kythira och Antikythera. Det bor 3 827 624 människor i Attika, varav 95 % i Aten.
Aten var ursprungligen huvudort i Grekiska fastlandet.

## Geografi
Attika är en halvö som sträcker sig från det grekiska fastlandet och ut i Egeiska havet och som avskiljer fastlandet från Peloponnesos genom Korintiska näset. Mellan sina otaliga berg rymmer Attika dalarna Pedia, Mesogeia och Thriasia. Söder om Attika ligger Korintiska viken och Eginabukten och i norr finns Euboiabukten. 
Kefissos är landskapets längsta flod och Parnes dess högsta berg.

## Historia
Som det verkar lyckades Aten ena de olika samhällena i Attika under första hälften av 600-talet f.Kr. även om strider med omkringliggande städer om inflytande över Salamis och Oropus fortgick under flera sekler.
Efter antiken har Attika hamnat under romerskt, bysantinskt, venetianskt och osmanskt inflytande. Från och med 1829 har Attika utgjort en del av det självständiga Grekland.